# Koszkol Jenő
Koszkol Jenő (Dorog, 1868. április 30. – Budapest, Ferencváros, 1935. március 17.) festőművész.

## Pályafutása, munkássága

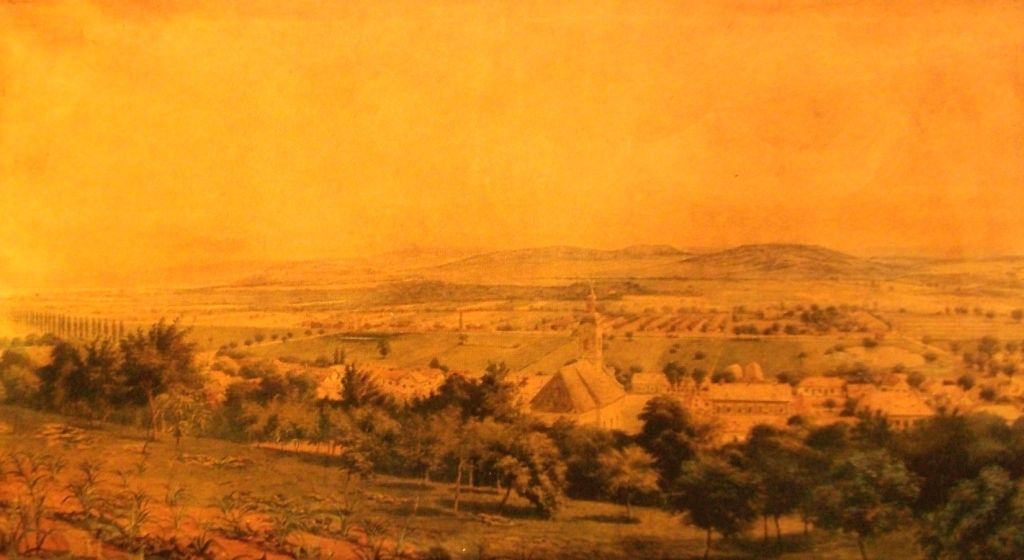
Dorog panorámája 1905-ben

Koszkol Frigyes és Onez Anna fiaként született. Tanulmányait Dorogon kezdte, majd Esztergomban folytatta. Később Budapestre költözött, hogy a festészetnek élhessen. 1888-tól a Műcsarnokban gyakran szerepeltek a képei. Képeiben a két domináló technika, az akvarell és a pasztell. Képei a mai napig nagy kincsnek számítanak. Herman Ottó néprajzi gyűjtéseinek illusztrátoraként is tevékenykedett, így képei a Párizsi Világkiállításon is megjelentek. Aradon rendeztek gyűjteményes kiállítást képeiből. 1928-tól gyakran töltötte a nyarat Dorog közelében. Két képet is készített Dorog változó panorámájáról. Ezek a képek ma is megtalálhatók a városban. Dorog Város Kulturális Közalapítványának a tulajdonát képezi a festő egy csendélete, ami az Arany János Városi Könyvtárban található meg. A Megmentett pillanatok 1993-as kiállításon szép számú munkáját állították ki. Halálát gyomorfekély okozta. Felesége Fülöp Izabella volt.

## Díjai
- Esterházy-díj 1896
- Világkiállítás elismerő oklevele, Párizs (Franciaország) 1900
- Alpár-díj 1912